# Classique de Saint-Sébastien 1993
La 13e édition de la Classique de Saint-Sébastien a lieu le 7 août 1993. Remportée par l'Italien Claudio Chiappucci, de l'équipe Carrera-Tassoni, elle est la sixième épreuve de la Coupe du monde.

## Classement final
| Pos. | Cycliste           | Équipe                 | Temps           |
| ---- | ------------------ | ---------------------- | --------------- |
| 1    | Claudio Chiappucci | Carrera-Tassoni        | 5 h 47 min 51 s |
| 2    | Gianni Faresin     | ZG Mobili-Selle Italia | + 2 s           |
| 3    | Alberto Volpi      | Mecair-Ballan          | + 24 s          |
| 4    | Iñaki Gastón       | CLAS-Cajastur          | m.t.            |
| 5    | Mauro Giovanetti   | Eldor-Viner            | m.t.            |
| 6    | Bo André Namtvedt  | Subaru-Montgomery      | + 31 s          |
| 7    | Bruno Cornillet    | Novemail-Histor        | m.t.            |
| 8    | Maurizio Fondriest | Lampre-Polti           | m.t.            |
| 9    | Massimo Ghirotto   | ZG Mobili-Selle Italia | m.t.            |
| 10   | Stefano Colagè     | ZG Mobili-Selle Italia | m.t.            |